# Bottom-kvark
Bottom-kvark, tidligere kaldet beauty-kvark, er i den tredje kvarkfamilie (sammen med top-kvark), og er en elementarpartikel. Bottom-kvarken har en masse på 4.2 GeV/c2, og en ladning på -1/3 e. Ligesom alle andre kvarker, har bottom-kvarken en antikvark, og denne hedder anti-bottom-kvark.